# Xinjins
De Xinjins zijn een stam in het land van Qa, een fictief land in de wereld van de stripserie Thorgal. De Xinjins waren het enige volk dat in staat was om de Chaams weerstaan. Maar omdat zij telkens opgedreven werden moesten zij hun gebied opgeven en werden zij naar de woestijn verdreven. Daar kregen zij de hulp van Xargos, die zich aan hen presenteerde als een god genaamd Tanatloc.  Xargos hielp de Xinjins de woede van Varth, de heerser van de Chaams, te weerstaan. Hij leerde de Xinjins hoe ze de droge woestijngrond dienden te bewerken en ook gaf hij hen wapens en vliegende schepen, waardoor zij in staat waren om een vrij volk te blijven.